# شرم (رمان رشدی)
شرم رمانی از سلمان رشدی که در سال ۱۹۸۳ منتشر شد. مهدی سحابی آن را ترجمه و انتشارات تندر چاپ کرده‌است. در سال ۱۳۶۴ وزارت ارشاد وقت آن را کتاب برگزیده پنجمین دوره کتاب سال جمهوری اسلامی ایران در حوزه ترجمه دانست. سه سال پس از نشر آن مسلمانان سلمان رشدی را به‌دلیل نگارش کتاب آیات شیطانی تکفیر کردند و درنتیجه رمان شرم نیز در ایران تجدید چاپ نیافت.